# Glamondans
Glamondans je francouzská obec v departementu Doubs v regionu Burgundsko-Franche-Comté. Žije zde 196 obyvatel.

## Geografie

### Sousední obce
| Růžice kompasu | Champlive  | Dammartin-les-Templiers |           | Růžice kompasu |
| Růžice kompasu |            | Sever                   | Aïssey    | Růžice kompasu |
| Růžice kompasu | Glamondans |                         | Aïssey    | Růžice kompasu |
| Růžice kompasu | Jih        |                         | Aïssey    | Růžice kompasu |
| Růžice kompasu | Bouclans   | Gonsans                 | Côtebrune | Růžice kompasu |